# NGC 2762
NGC 2762 (również PGC 25828) – galaktyka spiralna (S), znajdująca się w gwiazdozbiorze Wielkiej Niedźwiedzicy. Odkrył ją 26 lutego 1851 roku Bindon Stoney – asystent Williama Parsonsa.